# Untersteinbach (Geroldsgrün)
Untersteinbach ist ein Gemeindeteil der Gemeinde Geroldsgrün im Landkreis Hof (Oberfranken, Bayern). Untersteinbach liegt in der Gemarkung Steinbach bei Geroldsgrün.

## Geographie
Das Dorf liegt im tief eingeschnittenen Tal der Ölsnitz und ist allseits von Waldgebieten umgeben. Etwas weiter nordwestlich gibt es Felsfreistellungen, die als Geotop ausgezeichnet sind. Die Staatsstraße 2198 verläuft die Ölsnitz entlang nach Neuenhammer (0,3 km westlich) bzw. nach Unterhammer (0,4 km östlich).

## Geschichte
Von 1797 bis 1810 unterstand der Ort dem Justiz- und Kammeramt Naila. Mit dem Gemeindeedikt wurde Untersteinbach dem 1808 gebildeten Steuerdistrikt Steinbach bei Geroldsgrün und der 1818 gebildeten Ruralgemeinde Steinbach zugewiesen. Am 1. Mai 1978 kam Untersteinbach im Zuge der Gebietsreform in Bayern durch die Eingemeindung von Steinbach zu Geroldsgrün.

### Einwohnerentwicklung
| Jahr      | 001861 | 001871 | 001885 | 001900 | 001925 | 001950 | 001961 | 001970 | 001987 |
| Einwohner | 57     | 72     | 67     | 51     | 66     | 83     | 79     | 75     | 33     |
| Häuser    |        |        | 11     | 11     | 11     | 14     | 16     |        | 14     |
| Quelle    | [ 7 ]  | [ 8 ]  | [ 9 ]  | [ 10 ] | [ 11 ] | [ 12 ] | [ 13 ] | [ 14 ] | [ 1 ]  |

## Religion
Der Ort ist evangelisch-lutherisch geprägt und bis heute nach St. Jakobus (Geroldsgrün) gepfarrt.